# Деринг, Уильям фон Эггерс
Уильям фон Эггерс Деринг (22 июня 1917 — 3 января 2011) — учёный-химик, профессор химии. Преподавал в ведущих вузах мира: в Колумбийском (1942—1952), Йельском (1952—1968) и Гарвардском университетах.
Деринг родился в штате Техас, в городе Форт-Уэрт в семье ученых Карла Руппа Деринга и Антуанетт Матильды фон Эггерс. Его родители были профессорами Техасского христианского университета. Его двоюродным дедом по материнской линии был видный немецкий финансист и экономист Яльмар Шахт, который в свое время был президентом Рейхсбанка и министром нацистской Германии.
Деринг учился в Гарвардском университете, где он слушал курсы у ряда ведущих химиков-органиков того времени, в частности, Луи Физера и Пола Бартлетта. После получения диплома Уильям остался в Гарварде в аспирантуре. Там он работал над каталитическим гидрированием под руководством Реджинальда Линстеда. В 1943 году Уильям Деринг получил докторскую степень. Еще до начала своей собственной карьеры он прославился тем, что совместно с Робертом Бернсом Вудвордом завершил полный синтез хинина. Национальные средства массовой информации, включая журнал TIME, написали об этом достижении, несмотря на военное время. На протяжении его работы в Колумбийском, Йельском университетах и в Гарварде, которая суммарно длилась более полувека, он внес большой вклад в область физической органической химии.
Деринга можно назвать в своем роде уникальным ученым, так как его научные статьи выпускались восемь десятилетий: в 1939 году вышла его первая статья, последняя - в 2008 году. В 1989 году он получил премию Джеймса Флэка Норриса в области физической органической химии от Американского химического общества, а в 1990 году - премию Роберта А. Уэлча в области химии.

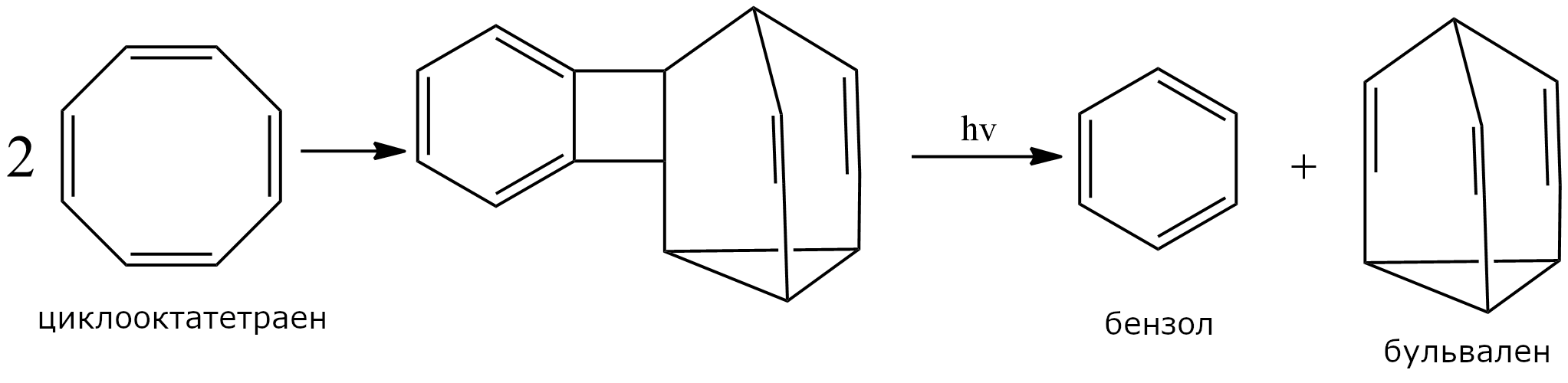
Синтез бульвалена

Его основные труды в органической химии включают открытие ароматической природы катиона тропилия; он одним из первых использовал 1H ЯМР для характеристики карбокатионов и других реакционноспособных промежуточных продуктов, включая катион гептаметилбензола. Помимо этого, он исследовал изменения стереохимии в перегруппировке Коупа и сделал новаторские работы в области химии карбенов, включая открытие дихлоркарбена. Некоторые другие примечательные работы Деринга: синтез бульвалена, алленов Деринга-Лафламма; окисление по Париху-Дерингу; предсказание существования бульвалена как молекулы с постоянно меняющейся конформацией; выяснение механизма окисления Байера-Виллигера. Вместе с Цейсом он предложил механистическую гипотезу Деринга-Цейса для реакций сольволиза. Он первым сформулировал представление о том, что циклические системы с (4n + 2) π-электронами проявляют ароматические свойства (современная форма правила Хюккеля) и ввел термин «карбен» вместе с Вудвордом и Винштейном.
Уильям Деринг стал почётным профессором Университета Фудань в Шанхае в 1986 году, но всё так же продолжал консультировать аспирантов и публиковать статьи.